# フォード・ 021C
フォード・ 021Cはフォードから発表された4ドアセダンのコンセプトカー。

## 概要
1999年の東京モーターショーで発表された。当時のトレンドとは趣を異にする斬新さを備えていたため、発表当時は021Cの評価は芳しくなかったものの、近年、その先進性が再評価を受けつつある。体型に合わせて上下に調整可能なダッシュボードやスライド式のトランク等、利用者の利便性を重視した工夫が随所にみられる。内装はシートのみをB+Bイタリアが手掛け、その他はアイクポッドが手掛けた。トリノのカロッツェリア・ギアで製作された。大半の部品は特注品でタイヤはイタリアのピレリが製造した。鍵は遠隔操作で開閉できる。前照灯は当時最先端だった白色発光ダイオードで後部の灯火類も発光ダイオードを使用する。ドアは観音開き式で内装はマーク・ニューソンのこだわりが随所にみられ、銀色と白色を基調としている。前輪駆動のためプロペラシャフトは無く、床は完全に平坦になっている。1999年に発表された当時はオレンジ色に塗装されていた。